# Priapismus

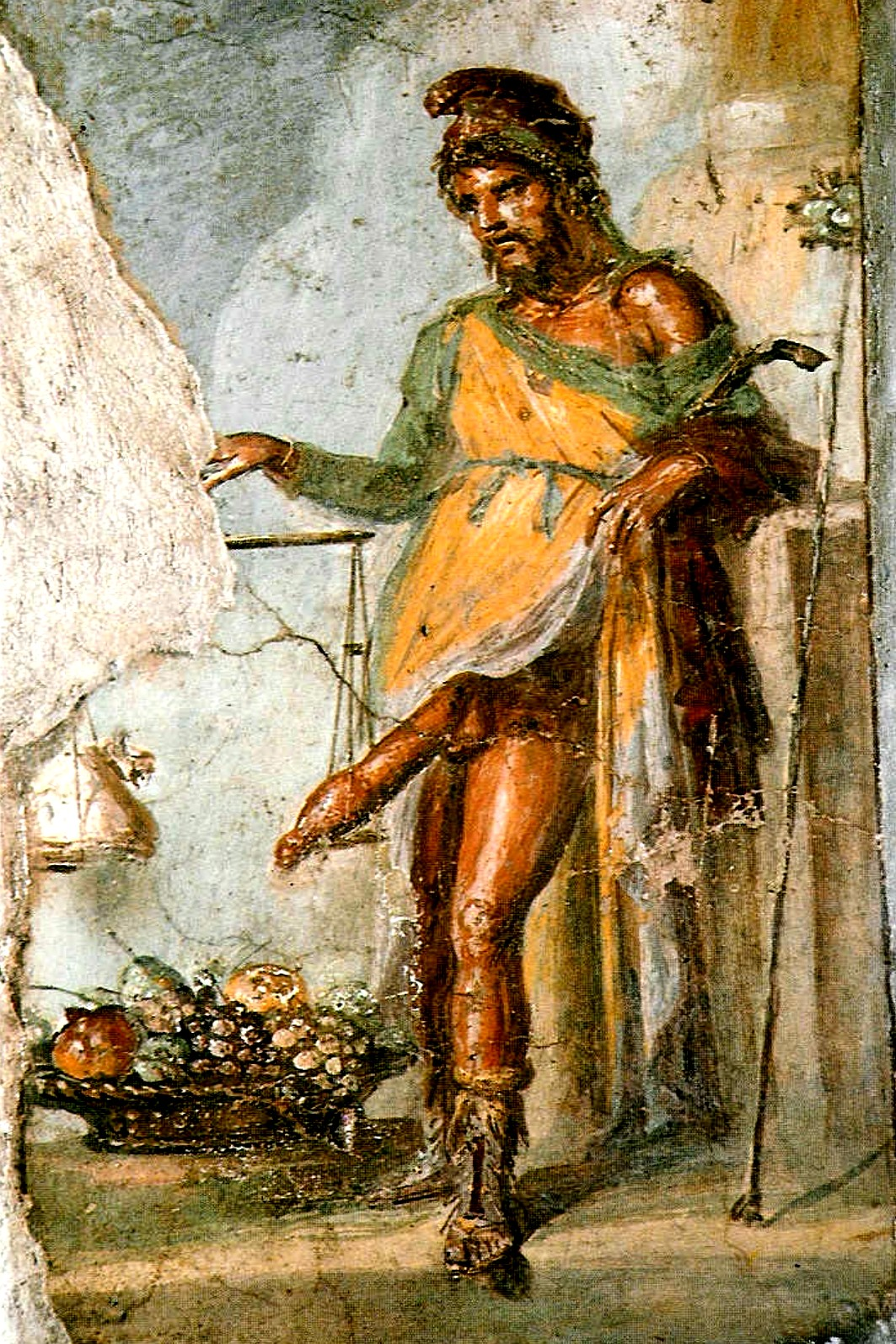
Vyobrazení Priapa na fresce z Pompejí

Priapismus neboli permanentní erekce je označení pro poměrně vzácný stav přetrvávající bolestivé erekce, obvykle bez předchozích erotických podnětů. Název je odvozen od antické legendy o Priapovi. Existuje i ženská obdoba, při které dochází k erekci klitorisu, nazývaná klitorismus.

## Patofyziologie
Podle příčiny dělíme priapismus na:
- primární priapismus (idiopatický) – příčina není známa
- polékový priapismus
- priapismus u hematologických onemocnění
- poúrazový priapismus
- neurologicky podmíněný priapismus
- priapismus z místních poruch

Podle patofyziologických mechanismů vedoucích ke vzniku priapismu rozlišujeme:
- priapismus arteriální (syn. vysokoprůtokový, dynamický, neischemický) – příčinou je vysoký přítok krve do penisu
- priapismus venookluzivní (syn. nízkoprůtokový, ischemický, statický) – příčinou je váznoucí odtok krve z penisu

## Klinický obraz
Bolestivá erekce postihuje pouze corpora cavernosa, corpus spongiosum je v ochablém stavu, žalud penisu (glans penis) je tedy zcela měkký. Arteriální priapismus má méně výraznou erekci, penis je překrvený a spíše do červena zbarvený, může být teplejší, pomocná vyšetření prokážou dobré krevní zásobení a vysoký průtok krve. Venookluzivní priapismus se oproti tomu vyznačuje výraznější erekcí, bolestivost je větší, barva penisu je obvykle tmavší ze stagnující krve, pomocná vyšetření prokážou ischémii a minimální tok krve penisem.

## Terapie a prognóza
Základem léčby je snaha o záchranu ischemické tkáně. První pomocí je chlazení ledovou tříští, následovaná punkcí topořivých těles a odsáváním krve, popř. s aplikací adrenalinu nebo metylénové modři. V případě selhání je na místě operační řešení.
Přetrvá-li venookluzivní priapismus déle než přibližně 24 hodin, vede k nevratnému poškození topořivých těles a k neschopnosti erekce. Arteriální priapismus má prognózu příznivější, protože při něm není výrazněji narušena výživa tkání.